# Rhopaloblaste
Rhopaloblaste je rod palmi, dio tribusa Areceae, potporodica Arecoideae. Postoji 6 priznatih vrsta koje rastu po kišnim šumama od Nikobara na zapadu do Papuazije na istoke, uključujući otoke Nikobare, Bismarckove otoke, Moluke, Novu Gvineju, Solomonske otoke i Malajski poluotok.

## Vrste
1. Rhopaloblaste augusta (Kurz) H.E.Moore
2. Rhopaloblaste ceramica (Miq.) Burret
3. Rhopaloblaste elegans H.E.Moore
4. Rhopaloblaste gideonii Banka
5. Rhopaloblaste ledermanniana Becc.
6. Rhopaloblaste singaporensis (Becc.) Benth. & Hook.f.

## Sinonimi
- Ptychoraphis Becc.